# Квинт Вибий Секунд
Квинт Ви́бий Секу́нд (лат. Quintus Vibius Secundus) — римский политический деятель второй половины I века.
Секунд происходил из всаднического рода. Его отцом был прокуратор Мавретании Луций Вибий Секунд, а дядей — трехкратный консул Луций Юний Квинт Вибий Крисп. С мая по апрель 86 года Секунд занимал должность консула-суффекта. В 101/102 или 113 году он находился на посту проконсула провинции Азия. Больше о нём нет никаких сведений.